# Caroline Boissier-Butini
Caroline Boissier-Butini (* 2. Mai 1786 in Genf; † 9. März 1836 in Pregny-Chambésy; geborene Caroline Butini) war eine Schweizer Pianistin, Komponistin,  Organistin,  Sängerin und Musikförderin, die vor allem für das Musikleben in Genf von grosser Bedeutung war.

## Leben
Caroline Butini war das älteste Kind von Pierre Butini (1759–1838) und von Jeanne-Pernette, geborene Bardin. Der Vater, ein europaweit renommierter Arzt und ein grosser Musikliebhaber, scheint der wichtigste Förderer ihres Musizierens gewesen zu sein. Als Zwanzigjährige schrieb sie in ihr Tagebuch: «J’ai consacré un tiers de ma vie à la musique» (Ich habe ein Drittel meines Lebens der Musik gewidmet).
Durch ihre Herkunft gehörte Caroline Butini der gesellschaftlichen Oberschicht Genfs an. Sie wuchs daher in einem auch für Mädchen bildungsfördernden Umfeld auf und erhielt eine breite Allgemeinbildung. Mit 22 Jahren wurde sie mit Auguste Boissier (1784–1856) verheiratet. An seiner Seite konnte sie sich zu einer eigenständigen (Künstlerinnen-)Persönlichkeit entwickeln. Auguste, der mehrere landwirtschaftliche Güter besass und verwaltete, unterstützte seine Frau im Musizieren und Komponieren; er selbst war ein leidenschaftlicher Geiger.
1810 wurde dem Paar der Sohn Edmond geboren, drei Jahre später die Tochter Valérie. Den Winter verbrachte die Familie in Genf, den Sommer auf dem Landgut in Valeyres-sous-Rances, zwischen Orbe und Yverdon. Den beiden Kindern wurde viel Zuwendung und Förderung zuteil, was sich in ihren späteren Lebenswerken äusserte. Edmond wurde ein renommierter Botaniker, und Valérie wurde – unter ihrem Ehenamen de Gasparin – als Schriftstellerin und Gründerin der ersten laizistischen Krankenschwesternschule, «La Source» in Lausanne, über die Schweiz hinaus berühmt. Wie ihre Mutter wurde sie eine ausgezeichnete Pianistin; im Winter 1831–1832 nahm sie bei Franz Liszt Klavier- und bei Anton Reicha Kompositionsunterricht.
Caroline Boissier-Butini war – nach heutigem Forschungsstand, allerdings bestehen hier noch Lücken – eine der vielseitigsten unter den Schweizer Komponistinnen ihrer Generation. Sie muss sowohl als Pianistin wie auch als Komponistin eine ausgezeichnete Ausbildung genossen haben. Der einzige Name, den sie in ihren Schriften im Zusammenhang mit ihrer Klavierausbildung erwähnt, ist Mansui, wobei es sich sowohl um den Vater, Claude-Charles (keine Daten bekannt) als auch um den Sohn, François-Charles (1785–1847), handeln kann. Für das Fach Komposition kommt Nicolas Bernard Scherer (1747–1821) in Frage; er war Organist an der Genfer Kathedrale und Komponist.
Die zahlreichen Hinweise auf selbständiges Lernen auch der über Dreissigjährigen könnten auch auf eine überwiegend autodidaktische Ausbildung hinweisen. Mit welcher Intention die Eltern Butini ihre Tochter darin unterstützten, sich eine so gründliche musikalische Bildung anzueignen, die es ihr erlaubte, auf höchstem Niveau zu spielen und im Geiste ihrer Zeit zu komponieren, ist ebenfalls unbekannt. Ihre gesellschaftliche Zugehörigkeit schloss die Ausübung eines Berufs aus. Durch ausführliche Tagebucheinträge aus der Zeit vor der Heirat ist bekannt, welches Bild Caroline Butini selbst sich von einer guten Ehefrau machte und was die Genfer Gesellschaft von einer Frau ihres Standes erwartete. Daraus ist zu schliessen, dass es im Tagesablauf einer Genfer Bürgerin theoretisch keinen Platz gab für eine kreative, gestalterische Tätigkeit und schon gar nicht für eine nachhaltige Beschäftigung mit der damals ziemlich anrüchigen Kunstsparte Musik. Es erscheint daher umso aussergewöhnlicher, dass sie nach der Heirat über Jahre viel und regelmässig komponiert hat.
Über ihre musikalische Praxis wurde in der Allgemeinen musikalischen Zeitung vom 1. März 1815 berichtet. Dort beschreibt der Korrespondent die «ungemeine Fertigkeit [von Frau Boissier] auf dem Pianoforte», insbesondere in einem Konzert aus ihrer Feder. Im Frühjahr 1818 mass Caroline Boissier-Butini ihr musikalisches Können mit dem der besten Pianisten in Paris und London. So spielte sie vor Marie Bigot, Ferdinando Paër, Friedrich Kalkbrenner, Johann Baptist Cramer und erntete uneingeschränktes Lob, sowohl für ihre Werke wie auch für ihre Interpretationen.
Es ist erwiesen, dass sie ihre Werke bei Ignaz Pleyel in Paris veröffentlichen wollte, aber mit dieser Absicht keinen Erfolg hatte; mit dem Verlag Leduc hingegen hat sie einen Vertrag abgeschlossen. In  Genf trat sie 1825 und 1826 mehrmals in den Konzerten der lokalen «Société de musique» auf, auch mit eigenen Werken.

## Werk
In ihrem erhaltenen Œuvre fällt die Vielzahl an Instrumentalwerken auf. Bemerkenswert ist auch die frühe Beschäftigung mit der Volksmusik ihres eigenen Umfelds. Caroline Boissier beschreibt in einem Brief von 1811, wie sie in Valeyres Volkslieder niederschrieb, die ihr eine Frau aus dem Dorf vorsang. Möglicherweise fanden einige davon Eingang in ihr 6. Klavierkonzert La Suisse.
Caroline Boissier-Butini war als Musikerin zu Lebzeiten schweizweit ein Begriff. Nach ihrem Tode hat die Familie ihre musikalischen Werke und ihre persönlichen Schriften (Tagebücher, Briefe, weitere Dokumente) sorgfältig aufbewahrt.
1923 haben ihr ihre Nachkommen zu einer gewissen Berühmtheit verholfen, indem sie ihr Protokoll der Klavierstunden, die ihre Tochter Valérie 1831 bei Franz Liszt in Paris erhielt, unter dem Titel Liszt pédagogue und unter dem Namen Madame Auguste Boissier veröffentlichten (Reprint Champion, Paris 1993; zahlreiche Übersetzungen).
Die Werke und die Umstände der Musikpraxis von Caroline Boissier-Butini geben Einblick in die bis heute unter dem musikalischen Aspekt kaum erforschte Epoche der grossen politischen, sozialen und kulturellen Umbrüche zu Beginn des 19. Jahrhunderts in Genf und in der Schweiz.

## Werke
Werke für Klavier solo
(Alle ohne Opuszahl und nicht genau datierbar, vermutlich vor 1818)
- Klaviersonaten Nr. 1, 2, und 3 (veröffentlicht Bern 2011)
- Caprice et variations sur un air bohémien, Variations sur l’air «Dormez mes chers amours», Caprice sur l’air d’une ballade écossaise, Variations sur deux airs languedociens, Fantaisie sur l’air de la belle
- Rosine, Polonaise pour piano, 1er potpourri, 1ère Sonatine, Pas russe (alle unveröffentlicht, Bibliothèque de Genève, Fonds Boissier, Ms mus 97 und Ms mus 98)

Kammermusik
- Divertissement avec rondo à la polacca pour piano, clarinette et basson

Klavierkonzerte
- Concerto n° 6 en sol pour piano, flûte obligée et cordes, «La Suisse» (veröffentlicht Bern 2008)
- Klavierkonzerte Nr. 1–5; Klavierkonzert Nr. 7 (unvollendet)

Werke für Orgel
- Pièce pour l’orgue

## Diskografie
- Caroline Boissier-Butini: Concerto n° 6 en sol, «La Suisse», Pièce pour l’orgue, Sonate pour piano n° 1, Divertissement avec rondo. VDE-GALLO CD-1277, 2009.